# Az állampolgár
Az állampolgár magyar filmdráma. A film főszereplői dr. Cake-Baly Marcelo, Arghavan Shekari (mindkettő amatőr) és Máhr Ági, rendezője Vranik Roland.
Témája a magyar állampolgárságra pályázó idegen (bevándorló) kafkai találkozása a „rendszerrel”, ám nem a menekültválságról szól, hiszen a filmterven Vranik Roland már korábban, a forgatás megkezdése (2015 áprilisa) előtt két és fél évvel dolgozott Szabó Ivánnal. Beleásta magát a menekülttémába, szakértőkkel konzultált, alapítványokhoz járt és menekülttáborokba is ellátogatott. A forgatókönyvet 2014 februárjától fejlesztették a Filmalap szakmai és anyagi támogatásával.

## Díjak
- Legjobb forgatókönyv díja – Fantasporto (Porto, 2017)
- Legjobb dráma díja – Cinequest Filmfesztivál (San José, 2017)
- Diákzsűri díja – Movies that Matter Fesztivál (Hága, 2017)
- Arany Aphrodité – Love is Folly Nemzetközi Filmfesztivál nagydíja (Várna, 2017)[4]
- Első díj – 8. Nemzetközi Politikai Film Fesztivál (FICIP) (Buenos Aires), 2018)[5]